# Lua-o-Milu
Lua-o-Milu ("Miluova špilja") havajsko je ime za podzemlje u havajskoj mitologiji.
Vladar podzemlja je bog smrti Milu. 
Duše mrtvih ljudi ulaze u podzemlje kroz grotlo zvano Mahiki. 
Havajci su vjerovali da mrtvi mogu vidjeti što rade živi; neki mrtvi postaju aumakue.

## Poveznice
- Had
- Duat